# Peroxidasa de rábano
La peroxidasa de rábano (PHR), también conocida como HRP por sus siglas en inglés (horseradish peroxidase), es una enzima que se encuentra en las raíces del rábano picante, se utiliza ampliamente en aplicaciones de bioquímica. Es una metaloenzima con muchas isoformas, de las cuales el tipo más estudiado es el C.

## Construcción
La estructura de la enzima se descubrió por primera vez mediante cristalografía de rayos X en 1997 y desde entonces se ha confirmado varias veces con diversos sustratos. Es una proteína en gran parte alfa-helicoidal que se une al hemo como un cofactor redox.

## Sustratos
Solo, la enzima PHR, o conjugados de la misma, es de poco valor; su presencia debe hacerse visible utilizando un sustrato que cuando se oxida por PHR usando peróxido de hidrógeno como agente oxidante, produce un cambio de color característico que es detectable por métodos espectrofotométricos. Se han descrito y comercializado numerosos sustratos para la enzima peroxidasa de rábano picante para explotar las características deseables de PHR. Estos sustratos se dividen en varias categorías distintas. La PHR cataliza la conversión de sustratos cromogénicos (por ejemplo, TMB, DAB, ABTS) en productos coloreados, y produce luz cuando actúa sobre sustratos quimioluminiscentes (por ejemplo, quimioluminiscencia mejorada por luminol).

## Usos
La peroxidasa de rábano picante es una glicoproteína 44,173.9-dalton con 6 residuos de lisina que pueden conjugarse con una molécula marcada. Produce un derivado coloreado, fluorimétrico o luminiscente de la molécula marcada cuando se incuba con un sustrato adecuado, lo que permite su detección y cuantificación. La HRP a menudo se usa en conjugados (moléculas que se han unido genéticamente o químicamente) para determinar la presencia de un objetivo molecular. Por ejemplo, un anticuerpo conjugado con HRP puede usarse para detectar una pequeña cantidad de una proteína específica en un Western blot. Aquí, el anticuerpo proporciona la especificidad para localizar la proteína de interés, y la enzima PHR, en presencia de un sustrato, produce una señal detectable. La peroxidasa de rábano picante también se usa comúnmente en técnicas como ELISA e inmunohistoquímica debido a su naturaleza monomérica y la facilidad con la que produce productos de color. La peroxidasa, una oxidoreductasa que contiene hemo, es una enzima comercialmente importante que cataliza la escisión reductora del peróxido de hidrógeno por un donador de electrones.
La peroxidasa de rábano picante es ideal en muchos aspectos para estas aplicaciones porque es más pequeña, más estable y menos costosa que otras alternativas populares como la fosfatasa alcalina. También tiene una alta tasa de rotación que permite la generación de señales fuertes en un lapso de tiempo relativamente corto. Las altas concentraciones de fosfato reducen severamente la estabilidad de la peroxidasa de rábano picante. Además de las aplicaciones biomédicas, la peroxidasa de rábano picante es una de las enzimas con aplicaciones ambientales importantes. Esta enzima es adecuada para la eliminación de compuestos aromáticos hidroxilados (CAH) que se consideran contaminantes primarios en una gran variedad de aguas residuales industriales.